# Scooby Doo: Shaggyho souboj
Scooby Doo: Shaggyho souboj (v anglickém originále Scooby-Doo! Shaggy's Showdown) je  americká animovaná westernová mysteriózní komedie z roku 2017 režiséra Matta Petersa. Jedná se o dvacátý osmý film ze série filmů Scooby-Doo, které byly natočeny přímo na DVD. Digitálně byl vydán 31. ledna 2017 a na DVD 14. února 2017.

## Příběh
Skupina detektivů záhad přijíždí na ranč Q Dude. Zpočátku to vypadá jako příjemná dovolená, ale vše se brzy změní. Zdejší hosty terorizuje duch zlotřilého bandity zvaného Fešák Jack. Skupina záhadologů se tuto záhadu pokouší vyřešit a zachránit místní ranč.

## Obsazení
- Frank Welker jako Scooby-Doo a Fred Jones
- Matthew Lillard jako Shaggy Rogers
- Grey Griffin jako Daphne Blake
- Kate Micucci jako Velma Dinkley
- Carlos Alazraqui jako Larry
- Max Charles jako Buddy G
- Gary Cole jako Rafe
- Jessica DiCicco jako Desdemona Gunderson
- Tania Gunadi jako Carol
- Eric Ladin jako Kyle
- Nolan North jako David a Dave
- Stephen Tobolowsky jako Andy Gunderson
- Lauren Tom jako Sharon
- Melissa Villaseñor jako Tawny Rogers
- Kari Wahlgren jako Midge Gunderson
- Gary Anthony Williams jako kuchař
- John Schwab jako švihák Jack Rogers